# Hadano
Hadano (秦野市, Hadano-shi) és una ciutat de la prefectura de Kanagawa, al Japó.

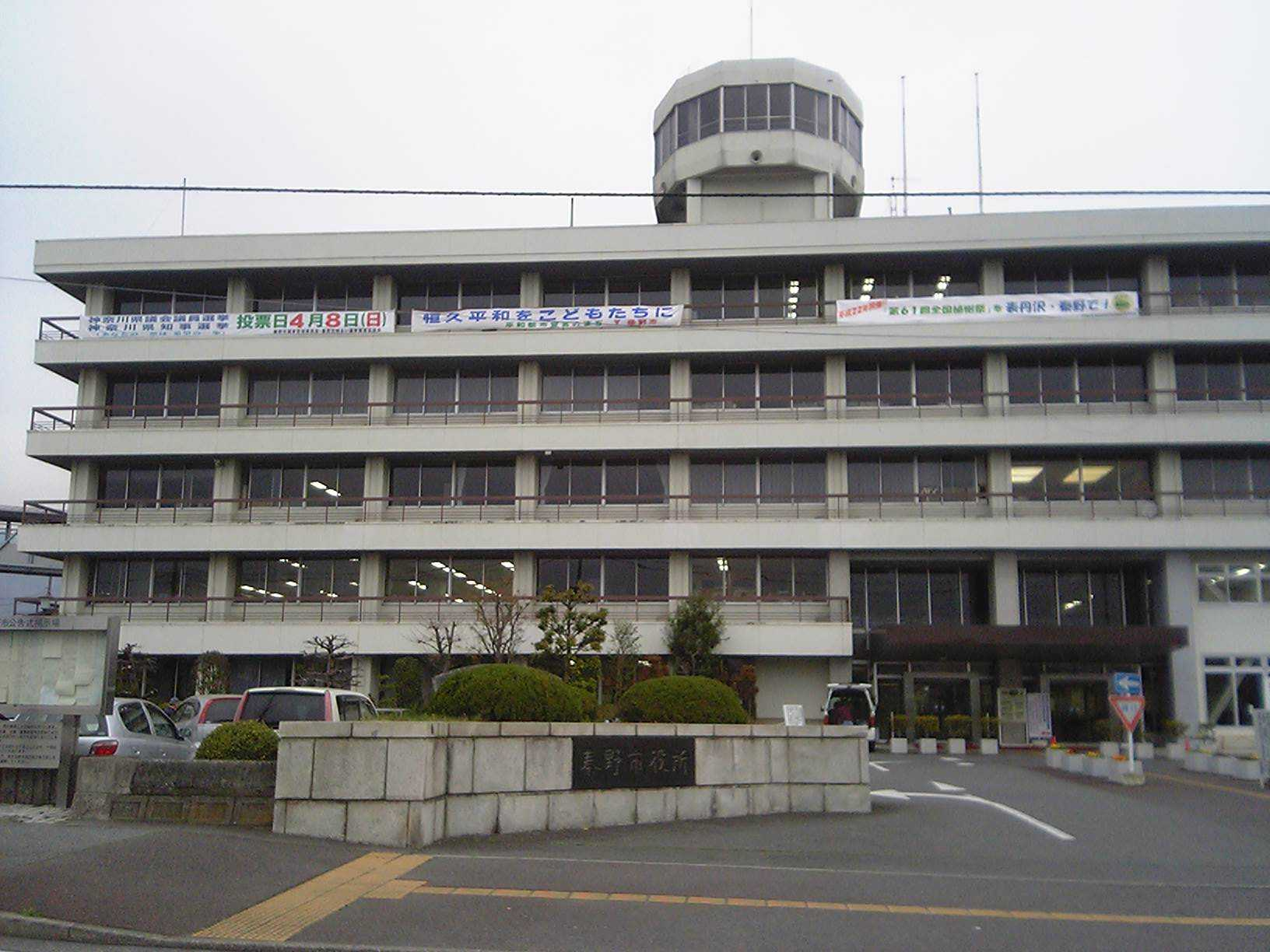
Ajuntament de Hadano

Segons dades de 2015, té una població estimada de 164.366 habitants. Hadano té una àrea total de 103,6 km².

## Geografia
Hadano està situada en la zona turonenca del centre-oest de la prefectura de Kanagawa. Al voltant de la meitat de l'àrea de la ciutat es troba dins del Parc Quasinacional de Tanzawa-Ōyama.

## Història
El nom de "Hadano" apareix com a terme geogràfic en el Wamyō Ruijushō del període Heian com a "Hatano", i hi ha especulació d'acadèmics d'una possible connexió amb el clan Hata del període Nara. Des de finals del període Heian fins al període Kamakura, l'àrea estava dividida en shoens controlats pels descendents de Fujiwara no Hidesato, incloent-hi el clan Hatano del període Sengoku. Durant el període Edo, fou part del domini d'Odawara, tot i que gran part del territori era en realitat un mosaic de tenryōs controlats per hatamotos.
Després de la restauració Meiji, i amb l'establiment del sistema per districtes de 1878, l'àrea passà a pertànyer al districte d'Ōsumi i esdevingué un poble l'1 d'abril de 1889. El 26 de març de 1896, els districtes d'Ōsumi i de Yurugi es fusionaren per formar el districte de Naka. El poble experimentà un notable creixement després de l'obertura de l'Odakyu Electric Railway el 1927. Hadano esdevingué ciutat l'1 de gener de 1955 mitjançant la fusió dels pobles de Hadano Minamihadano amb les viles de Kitahadano i Higashihadano. La nova ciutat va annexar les viles veïnes d'One i de Kamihadano (del districte d'Ashigarakami a finals del mateix any, i va annexar el poble de Nishihadano el 1964.

## Economia
Durant el període Edo, Hadano fou un centre comercial regional després de la introducció dels cultius de tabac a la zona. Aquesta indústria acabà el 1984 després de 300 anys, i els grangers locals van passar a cultivar te verd i flors ornamentals.

## Agermanament
- Suwa, Nagano, Japó
- Pasadena, Texas, EUA
- Paju, Corea del Sud
- General Santos City, Filipines